# Au nom du peuple français (émission de télévision)
Pour les articles homonymes, voir Au nom du peuple français.

Au nom du peuple français : Le Procès de Louis XVI est une émission de télévision durant 1 h 40 diffusée le 12 décembre 1988 sur TF1 en partenariat avec Le Figaro Magazine et mettant en scène le procès de Louis XVI.

## Description
L'introduction fut présentée par Arthur Conte. On pouvait également y voir Gilbert Collard en avocat de l'accusation et Jacques Vergès en tant qu'avocat commis d'office de Louis XVI.
Des comédiens professionnels interprètent un texte écrit par l'historien Arthur Conte tandis que les personnes jouant les accusateurs et avocats développent librement leur argumentation personnelle.
Les téléspectateurs furent appelés à voter pendant une heure, par téléphone ou Minitel, sur la culpabilité ou l'innocence du roi. Selon les résultats dévoilés par le président Léon Zitrone, 27,5 % se prononcèrent en faveur de sa mort et 55 % pour son acquittement.
Quelques minutes après le procès, Jean-Claude Narcy présenta un débat sur le verdict dans le dernier journal télévisé, avec un historien et un journaliste.

## Fiche technique
- Production : SFP / TF1
- Conception : Yves Mourousi
- Réalisation : Maurice Dugowson
- Costumes : Bernard Fittes
- Décor : Daniel Heltz
- Photographie : Bernard Girod

## Distribution
- Gilbert Collard : l'avocat de la partie civile
- Xavier Deluc : Marc-Antoine Thierry
- Pierre Dux : Malesherbes
- Jean Edern Hallier : Antoine Fouquier-Tinville
- Jean-Pierre Kalfon : Jacques-Nicolas Billaud-Varenne
- Philippe Lemaire : le greffier
- Fabrice Luchini : Robespierre
- Laurent Malet : Pierre Daunou
- Marcel Maréchal : Louis XVI
- Thibault de Montalembert : le substitut du président
- Patrick Sébastien : Danton
- Jacques Vergès : un avocat de la défense
- Paul Lombard : un avocat de la défense
- Léon Zitrone : le président du tribunal

## Réception critique
Les critiques sont sévères. L'émission est ainsi considérée par Le Monde comme une « bouffonnerie » associant la falsification de l'histoire à un vedettariat immodéré. Des historiens professionnels y voient une « mise au rebut de la Révolution, sans aucun souci de l’Histoire ».